# بخش بدگار (شهرستان پولک، مینه سوتا)
بخش بدگار (به انگلیسی: Badger Township) یک منطقهٔ مسکونی در ایالات متحده آمریکا است که در شهرستان پولک، مینه‌سوتا واقع شده‌است.
 بخش بدگار ۹۳٫۶ کیلومتر مربع مساحت و ۱۶۶ نفر جمعیت دارد و ۳۵۸ متر بالاتر از سطح دریا واقع شده‌است.